# Municipalità regionale della contea di Maria-Chapdelaine
La municipalità regionale di contea di Maria-Chapdelaine è una municipalità regionale di contea del Canada, localizzata nella provincia del Québec, nella regione di Saguenay-Lac-Saint-Jean.
Il suo capoluogo è Dolbeau-Mistassini.

## Suddivisioni
City e Town
- Dolbeau-Mistassini
- Normandin

Municipalità
- Albanel
- Girardville
- Notre-Dame-de-Lorette
- Péribonka
- Saint-Edmond-les-Plaines
- Saint-Eugène-d'Argentenay
- Saint-Stanislas
- Saint-Thomas-Didyme

Parrocchie
- Saint-Augustin

Villaggi
- Sainte-Jeanne-d'Arc

Territori non organizzati
- Passes-Dangereuses
- Rivière-Mistassini